# Glenniea thorelii
Glenniea thorelii är en kinesträdsväxtart som först beskrevs av Jean Baptiste Louis Pierre, och fick sitt nu gällande namn av Leenhouts. Glenniea thorelii ingår i släktet Glenniea och familjen kinesträdsväxter. Inga underarter finns listade i Catalogue of Life.